# Lynn Mabry
Lynn Mabry este o vocalistă americană. Și-a început activitatea cântând în Sly and the Family Stone împreună cu Dawn Silva. În 1977 s-a alăturat mișcării P-Funk. În anul următor Mabry și Silva au fondat trupa Brides of Funkenstein lansând și albumul de debut Funk or Walk. Fiind însărcinată, Mabry a părăsit formația în 1979. Silva a continuat însă pentru încă un an alături de vocalistele de fundal Sheila Horne și Jeanette McGruder.